# لوئیس پولمن
لوئیس جیمز پولمن (به انگلیسی: Lewis James Pullman) زاده ۲۹ ژانویه ۱۹۹۳ یک بازیگر آمریکایی است. از مهمترین آثار وی می‌توان به غریبه‌ها: شکار در شب، محاکمه نظامی شورش کین و محدوده بیرونی اشاره کرد.